# Cópia do Passo Khyber

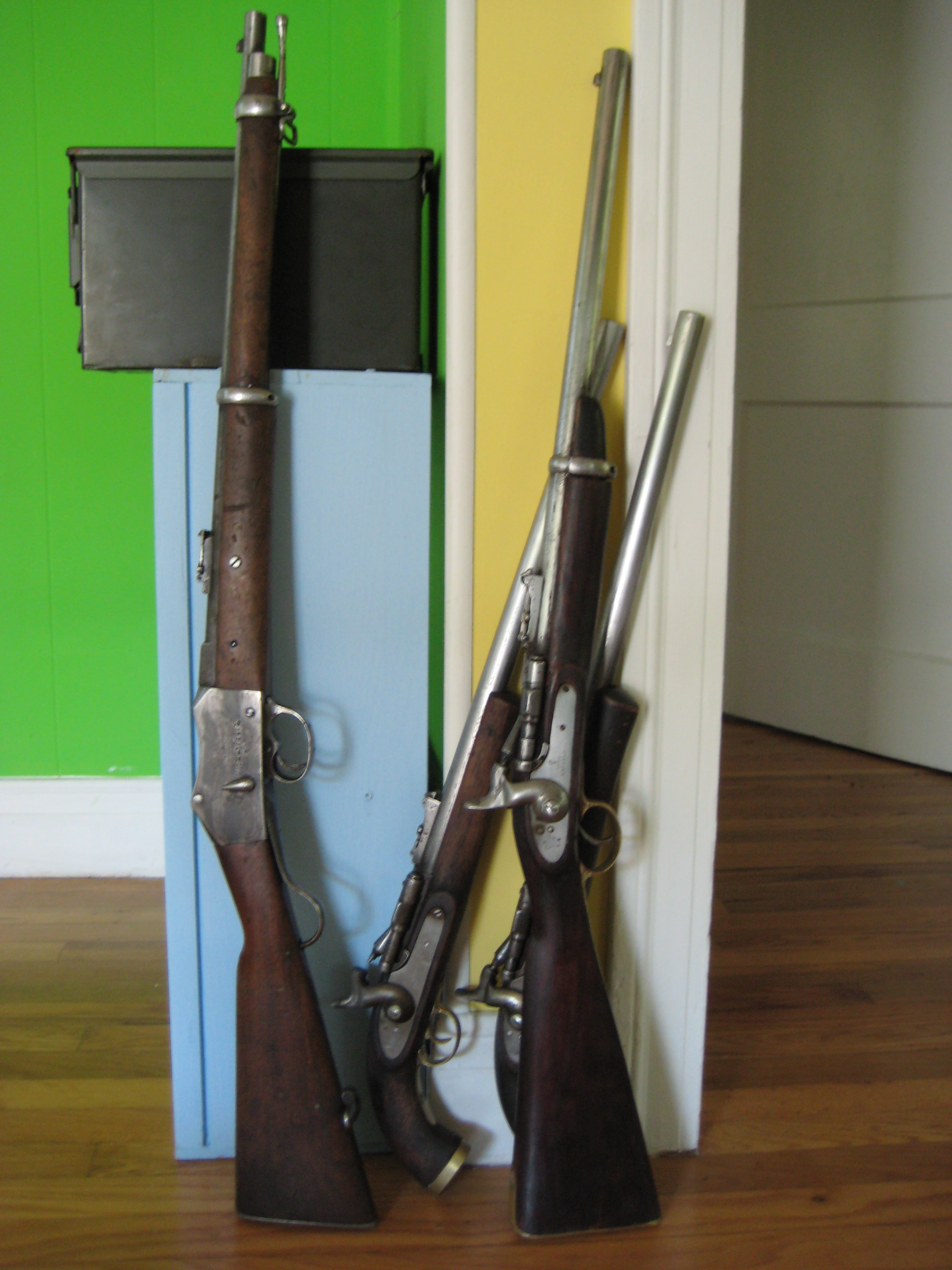
Cópias de armas britânicas Martini e Snider construídas na região de Khyber.

Cópia do Passo Khyber é uma designação genérica de armas de fogo fabricadas por armeiros artesanais na região do Passo Khyber, entre o Paquistão e o Afeganistão.

## Características
A área do Passo Khyber tem a reputação de produzir cópias não licenciadas de armas de fogo usando todos os materiais disponíveis; na maioria das vezes, trilhos de trem, sucata de veículos motorizados e outras sucatas de metal com ferramentas manuais básicas. A qualidade de tais armas de fogo varia muito, indo de tão boa quanto um exemplar produzido em fábrica a perigosamente ruim.
Os armeiros do Passo Khyber primeiro adquiriram exemplares das várias armas do serviço britânico durante as expedições militares britânicas do século XIX na Fronteira Noroeste (geralmente malsucedidas, e às vezes desastrosamente), que usaram para fazer cópias. Durante a Segunda Guerra Mundial, algumas forças irregulares organizadas localmente receberam "rifles Khyber Pass" - em parte por razões financeiras e em parte porque havia a preocupação de que as tropas roubassem seus rifles e desertassem se fossem emitidos rifles de fabricação britânica ou indiana de alta qualidade.